# Themeda yunnanensis
Themeda yunnanensis är en gräsart som beskrevs av Shou Liang Chen och T.D.Zhuang. Themeda yunnanensis ingår i släktet Themeda och familjen gräs. Inga underarter finns listade i Catalogue of Life.